# Безокі воші
Безокі воші (Linognathidae) — родина вошей. Включає приблизно 70 видів у трьох родах.

 Характерною ознакою є відсутність очей.

## Опис
Воша подовжено-овальна, задня частина тіла велика, передня невелика, ноги короткі. Голова, як правило, довша, ніж широка, з коротким і потужним сисним хоботком. Антени короткі і потужні.

## Екологія
Шкірні паразити, які мешкають у хутрі ссавців. Живуть на оленях, великій рогатій худобі, антилопах і верблюдах серед копитних, а також на собакоподібних хижих ссавцях. Живляться кров'ю господарів.

## Роди
- Linognathus Enderlein, 1905 — 53 види;
- Prolinognathus Ewing, 1929 — 8 видів;
- Solenopotes Enderlein, 1904 — 9 видів.